# Джаясімха Калачура
Джаясімха (д/н — 1188) — магараджахіраджа держави Чеді-Дагали у 1163—1188 роках.

## Життєпис
Походив з династії Калачура. Другий син Гаякарни. Спадкував трон 1163 (за іншими відомостями 1159) року після смерті старшого брата Нарасімхадеви. Продовжив політику останнього з відновлення потуги держави.
Спочатку виступив проти князівства Ратнапура, де панувала молодша гілка Калачура, що стал незалежною. Битва з магарджею Прітхвідевою II біля Шіврінараяні або не виявила переможця, або завершилася поразкою Джаясімхи. В будь-якому разі він не зміг встановити зверхність над Ратнапурою. За цим брав участь у коаліції правителів, що протистояла вторгненню газневідського війська на чолі із Хосров Маліком.
Згідно напису в Магоді Джаясімха зазнав поразки від Парамарді, магараджи Чандела. Сталося це десь наприкінці 1160-х років. Наслідком стала втрата влади над долиною річки Тамса на північ від хребта Каймур, яку раніше відвоював Нарасімхадева.
Втім компенсував це успішними діями проти Західних Чалук'їв, держава яких занепадала в цей час. В боротьбі за ці володіння завдав поразки Біджалі II, володареві Південних Калачура.
Остання згадка про нього відноситься до 1177 року. Помер 1188 року. Йому спадкував син Віджаясімха.